# Волшебная флейта (мультфильм)
«Волшебная флейта» — советский рисованный мультипликационный фильм студии «Союзмультфильм» 1937 года.

## Сюжет
В лесной музыкальной школе учатся два друга, отличника учёбы, Миша и Мартыша, озорник и лентяй Львёнок, а также другие зверята. Профессор музыки Марабу показывает ученикам волшебную флейту и рассказывает, что играть на ней сможет только настоящий музыкант, а для этого нужно учиться.
Львёнок во время урока постоянно пытается отвлечь Мишу от музыки, но тот продолжает прилежно заниматься.
На перемене, из-за стенгазеты, в которой Львёнка назвали лодырем, тот затевает драку с Мишей и ломает его духовой инструмент. Потом Львёнок крадёт волшебную флейту и подкладывает её в Мишину парту, гоняется за Мартышей (ставшей свидетельницей его выходки) и, поймав, запирает её в пианино.
На следующем уроке профессор обнаруживает пропажу волшебной флейты, и Львёнок тут же указывает пальцем на Мишу, но Мартыша вырывается из пианино и рассказывает правду.
Мише удаётся начать играть на волшебной флейте, и профессор заслуженно оставляет её Мише. Посрамлённого Львёнка с позором прогоняют.

## Съёмочная группа
| Авторы сценария           | Эммануил Двинский, Александр Иванов, Ю. Коновалов                                       |
| Режиссёр-постановщик      | Александр Иванов                                                                        |
| Оператор                  | Д. Каретный                                                                             |
| Съёмка                    | П. Лебедева                                                                             |
| Композитор                | Александр Варламов                                                                      |
| Звукооператор             | С. Ренский                                                                              |
| Ассистент режиссёра       | Геннадий Филиппов                                                                       |
| Автор текста песни        | Павел Герман                                                                            |
| Художники-мультипликаторы | Фаина Епифанова, Маргарита Зотова, В. Купер, Б. Петин, Надежда Привалова, Лидия Резцова |

## Технические данные
| Тип                          | графический, рисованный                      |
| Цветность                    | черно-белый                                  |
| Возрастная категория         | 0+                                           |
| Количество частей            | 1 часть                                      |
| Длина плёнки                 | 287 метров                                   |
| Продолжительность            | 10 минут                                     |
| Киностудия                   | Союзмультфильм                               |
| Дата выхода на экраны        | 1937 год                                     |
| Разрешительное удостоверение | ВЭ 16.III 1938 г. 214023306 от 24.05.2006 г. |
| Особые отметки               | Фильм перешёл в общественное достояние       |

## Описание, отзывы и критика
4 апреля 1937 года в газете «Вечерняя Москва» был опубликован кадр из мультфильма «Волшебная флейта», при этом художниками были указаны Г. Филиппов и Б. Дежкин, а композитором — М. Блантер. 11 апреля 1937 года в газете «Вечерняя Москва» было опубликовано сообщение о том, что на студии «Союзмультфильм» идут съёмки мультфильма «Волшебная флейта», было рассказано о том, что эта киносказка посвящена школьной дружбе талантливых музыкантов, которые добиваются победы, несмотря на трудности. В качестве художников и композитора также были указаны Филиппов, Дежкин и Блантер.
По мнению Ал. Алевича, сюжет фильма «Волшебная флейта» режиссёра Иванова примитивен, образы скучны и однообразны.
По мнению Херсонского Х. Н., художник А. Иванов, наметивший было индивидуальную интересную тематику и манеру рисунка в замечательном популярном «Квартете», вдруг неожиданно снял малопонятную картину «Волшебная флейта» с обезличенными конфетными рисунками, кокетливыми ужимками и ограниченностью мысли, будто бы сошедшими со страниц немецких книжек.
По мнению А. Каменогорского, персонажи «Волшебной флейты» Иванова условны, несоотносимы с реальным бытовым материалом, их графические характеристики цитатны и условны. В то же время, фильм имеет принципиальные достоинства, демонстрируемые в нём крайне несложные события близки детскому воображению, соотносимы их опыту, но не сведены при этом к дешёвой моралистике. Озорной самонадеянный львёнок посрамлён, а усердный добродушный медвежонок завладевает симпатиями зрителей.
По мнению Карпова А. и Кравченко Ф., наглядно видно падение художественного качества мультфильма А. Иванова «Волшебная флейта» по сравнению с его же мультфильмом «Квартет», который представляет собой подлинную мультипликацию.
По мнению Познер В., крольчата и мышки из «Волшебной флейты» Иванова слишком напоминают персонажей «Диснея».